# 12091 Jesmalmquist
A 12091 Jesmalmquist (ideiglenes jelöléssel 1998 HS96) a Naprendszer kisbolygóövében található aszteroida. A LINEAR projekt keretében fedezték fel 1998. április 21-én.